# Neil Redfearn
Neil David Redfearn, couramment appelé Neil Redfearn, est un footballeur puis entraîneur anglais, né le 20 juin 1965 à Dewsbury, Angleterre. Évoluant au poste de milieu de terrain, il est principalement connu pour la longévité de sa carrière, ayant joué 790 matches en Football League (soit le 5e plus haut total) réparties sur 24 saisons. Il passe ses saisons de joueur les plus remarquables à Lincoln City, Crystal Palace, Oldham Athletic et surtout Barnsley. En tant qu'entraîneur, il a dirigé les équipes de Scarborough, Northwich Victoria, Leeds United et Rotherham United ainsi qu'assuré plusieurs intérims.

## Biographie

### Carrière d'entraîneur

#### Statistiques
Au 8 février 2016.
| Équipe                 | Depuis            | Jusqu'au          | Matches | Victoires | Nuls | Défaites | % Victoires |
| ---------------------- | ----------------- | ----------------- | ------- | --------- | ---- | -------- | ----------- |
| Halifax Town (intérim) | 30 août 2001      | 12 octobre 2001   | 8       | 2         | 3    | 3        | 25,0        |
| Halifax Town (intérim) | 4 mars 2002       | 25 avril 2002     | 10      | 3         | 1    | 6        | 30,0        |
| Scarborough            | 24 octobre 2005   | 6 juillet 2006    | 29      | 6         | 7    | 16       | 20,7        |
| Northwich Victoria     | 19 juin 2007      | 17 septembre 2007 | 9       | 0         | 1    | 8        | 0,0         |
| York City (intérim)    | 21 novembre 2008  | 24 novembre 2008  | 1       | 0         | 1    | 0        | 0,0         |
| Leeds United (intérim) | 1er février 2012  | 20 février 2012   | 4       | 2         | 0    | 2        | 50,0        |
| Leeds United (intérim) | 1er avril 2013    | 12 avril 2013     | 1       | 0         | 0    | 1        | 0,0         |
| Leeds United (intérim) | 28 août 2014      | 23 septembre 2014 | 4       | 3         | 1    | 0        | 75,0        |
| Leeds United           | 1er novembre 2014 | 20 mai 2015       | 33      | 11        | 7    | 15       | 33,3        |
| Rotherham United       | 9 octobre 2015    | 8 février 2016    | 21      | 5         | 2    | 14       | 23,8        |

## Palmarès
- Oldham Athletic :
  - Champion de Second Division : 1990-1991

## Vie privée
Son père, Brian Redfearn (en), a été lui aussi footballeur professionnel. Sa femme, Lucy Ward (en), est une ancienne footballeuse de haut niveau, ayant porté le maillot de l'équipe d'Angleterre espoirs.